# Branta hutchinsii asiatica
La barnacla reidora de Bering fue una subespecie migratoria extinta de Branta hutchinsii que habitó las islas del Comandante y las islas Kuriles. Generalmente se confundía con la subespecie más cercana, Branta hutchinsii leucopareia. Alrededor de 1920 (fue vista por última vez en 1914 o 1929) la caza por los humanos y los zorros árticos la llevaron a la extinción.